# Zara Randriamanakoto
Zara Randriamanakoto est une astronome malgache, engagée dans la promotion de la science à Madagascar. 

## Biographie
Zara Randriamanakoto est une chercheuse originaire de Madagascar, née en 1989. C'est une astronome de recherche au South African Astronomical Observatory. Ses domaines de recherche se concentrent principalement sur l'investigation multi-longueurs d'onde des jeunes amas stellaires massifs dans les galaxies à anneaux en interaction et en collision et le cycle de vie des noyaux actifs de galaxies (AGN) radio .
En 2023, sa carrière de chercheuse a été mise en lumière dans un film documentaire  intitulée Zara Randriamanakoto, la tête dans les étoiles produit par Canal+ International.

## Parcours académique
Zara Randriamanakoto a fait ses études de premier cycle en physique et son premier en physique énergétique à l’université d’Antananarivo au cours duquel parcours, en 2007 elle obtient son Master. Puis en 2008, elle est entrée à l'université du Cap pour poursuivre ses études grâces à sa sélection au programme de développement du capital humain SARAO Bursary (South African Radio Astronomy Observatory) anciennement  NRF SKA. 
En 2015, elle obtient son doctorat en astronomie et entre 2015 et 2018, elle a fait son postdoc SKA toujours à l'université du Cap par le biais du projet  Square Kilometer Array (SKA).

## Parcours professionnel
Zara travaille au sein de l’Observatoire astronomique sud-africain (SAAO), au Cap. Bien qu’elle y réside, la chercheuse apporte son appui aux jeunes étudiants malgaches dans cette filière. En effet, elle supervise les étudiants en M2 en astrophysique de l’université d’Antananarivo depuis 2017 . En plus de ses activités de recherche, elle est le coordinateur national du Bureau de l'Union Astronomique Internationale (UAI) pour la sensibilisation à l'astronomie, c'est elle qui a permis à Madagascar d’intégrer ce cercle fermé en 2018. Et elle figure parmi les membres du conseil d’administration de l’Association africaine d’astronomie (AfAS).

## Prix et sélection
Elle est lauréate du Prix Jeune Talent pour les Femmes en Science en Afrique subsaharienne 2020, décerné par L'Oréal-UNESCO,.
Elle a été sélectionnée parmi « les deux cents jeunes Sud-Africains de l'année 2021 » par le Mail & Guardian, en reconnaissance de son engagement public envers la science.
Zara Randriamanakoto est listée parmi les 50 femmes africaines les plus inspirantes de 2025.

## Contributions et engagements
Elle est également la présidente fondatrice de Malagasy Astronomy & Space Science (MASS) qu'elle crée en En 2016, une organisation à but non lucratif qui rassemble de jeunes professionnels malgaches titulaires d'un doctorat en astronomie, ainsi que des membres étudiants et des amateurs, avec pour mission de promouvoir la science et l'astronomie à Madagascar. Son objectif est d’implémenter des initiatives et projets utiles et bénéfiques pour les générations futures tels que des ateliers annuels sur le renforcement de compétence, le mentorat ou l’initiation à la programmation. Elle est également fondatrice de l'association Ikala STEM.